# Metallurgie Hoboken

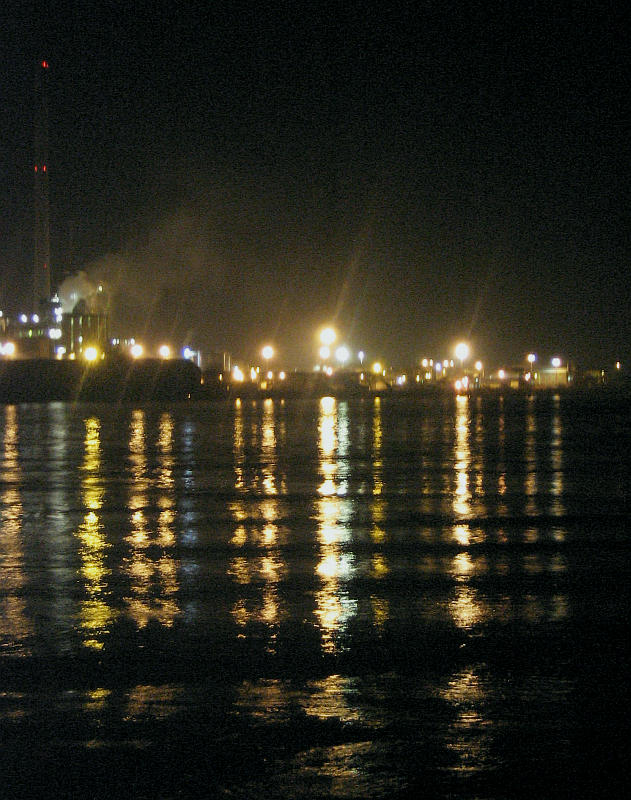
De Umicore-vestiging in Hoboken.

Metallurgie Hoboken was een metallurgisch bedrijf dat in 1887 werd opgericht te Hoboken en dat ook tegenwoordig nog bestaat als een vestiging van Umicore.

## Geschiedenis
Het bedrijf werd opgericht om looderts te verwerken. Ook werd er aanvankelijk zinkwit geproduceerd. Bij de fabriek werd de arbeiderswijk Moretusburg gebouwd. In de volksmond werd het bedrijf de zilverfabriek genoemd. In 1908 werd de naam Métallurgie hoboken ingevoerd. Dit bedrijf fuseerde met fabrieken te Olen en Overpelt tot Metallurgie Hoboken-Overpelt. In 1989 ging dit samen met de fabrieken van Vieille Montagne en ontstond Acec–Union Minière dat in 1992 Union Minière ging heten, sinds 2001 Umicore.

## Vervuiling
Oorspronkelijk was het bedrijf sterk verontreinigend. De bodem in de omgeving van de fabriek werd sterk verontreinigd met lood, cadmium en arseen. Pas toen er in 1973 een aantal paarden en koeien stierven door het eten van gras uit de omgeving van de fabriek kwam men tot serieuze aanpak van het probleem. Hieropvolgende metingen van het loodgehalte in het bloed van de kinderen uit de omgeving toonde verontrustende resultaten. Dit alles resulteerde in een saneringsprogramma van de omgeving en in een moderniseringsprogramma van de productieprocessen in de fabriek. In de daaropvolgende jaren daalden de loodgehalten, totdat ze in 2006 weer op een normaal niveau waren terechtgekomen.

## Hedendaags
Tegenwoordig is Metallurgie Hoboken een moderne fabriek en een centrum van terugwinning van een reeks waardevolle en edelemetalen uit zowel anodeslib van elektrochemische processen als uit afgedankte elektronische apparatuur.